# Teeworlds
《Teeworlds》（原名：《Teewars》）是一款免費且開源的横向卷轴多人射擊游戏，由卡通化的画面、簡單的物理引擎、经典游戏的武器組成。遊戲最初由瑞典遊戲開發者Magnus Auvinen開發，現由社區維護管理。在0.4.0版本起，遊戲名字因法律原因从《Teewars》改为《Teeworlds》，並沿用至今。遊戲目前有Microsoft Windows，Linux和MacOS版，2015年於Steam上發布。

## 歷史
2007年5月27日，《Teewars》首個測試版本——Birdie Beta發布。12月，遊戲原始碼根據zlib授權條款向公眾開放，至此成為開源遊戲。次年3月，發布0.4.0版本，原名因法律原因从《Teewars》改为《Teeworlds》，但未有詳細說明原因。同於2008年，《Teeworlds》的軟體授權條款中加入了非商業性條款，此舉被LibrePlanet指出不遵循自由軟體基金會的《GNU 自由操作系統發行版指南》，不符合自由軟件定義和開源定義。
2010年8月29日，遊戲創始人Magnus Auvinen逐漸將遊戲開發權和論壇維護權交予指定的社區志願者。2011年，隨著0.6版本發布，非商業性條款被移除，致使《Teeworlds》再次成為免費和開源軟體，並同時增加對UTF-8字元編碼的支援及進行電子遊戲本地化，加入了多種語言。2012年8月，遊戲在共享創意特許條款CC-SA 3.0下發布。
2015年8月24日，《Teeworlds》於Steam上發布。目前遊戲最新版本為0.7.5，其於2020年4月19日發布。

## 游戏

### 模式

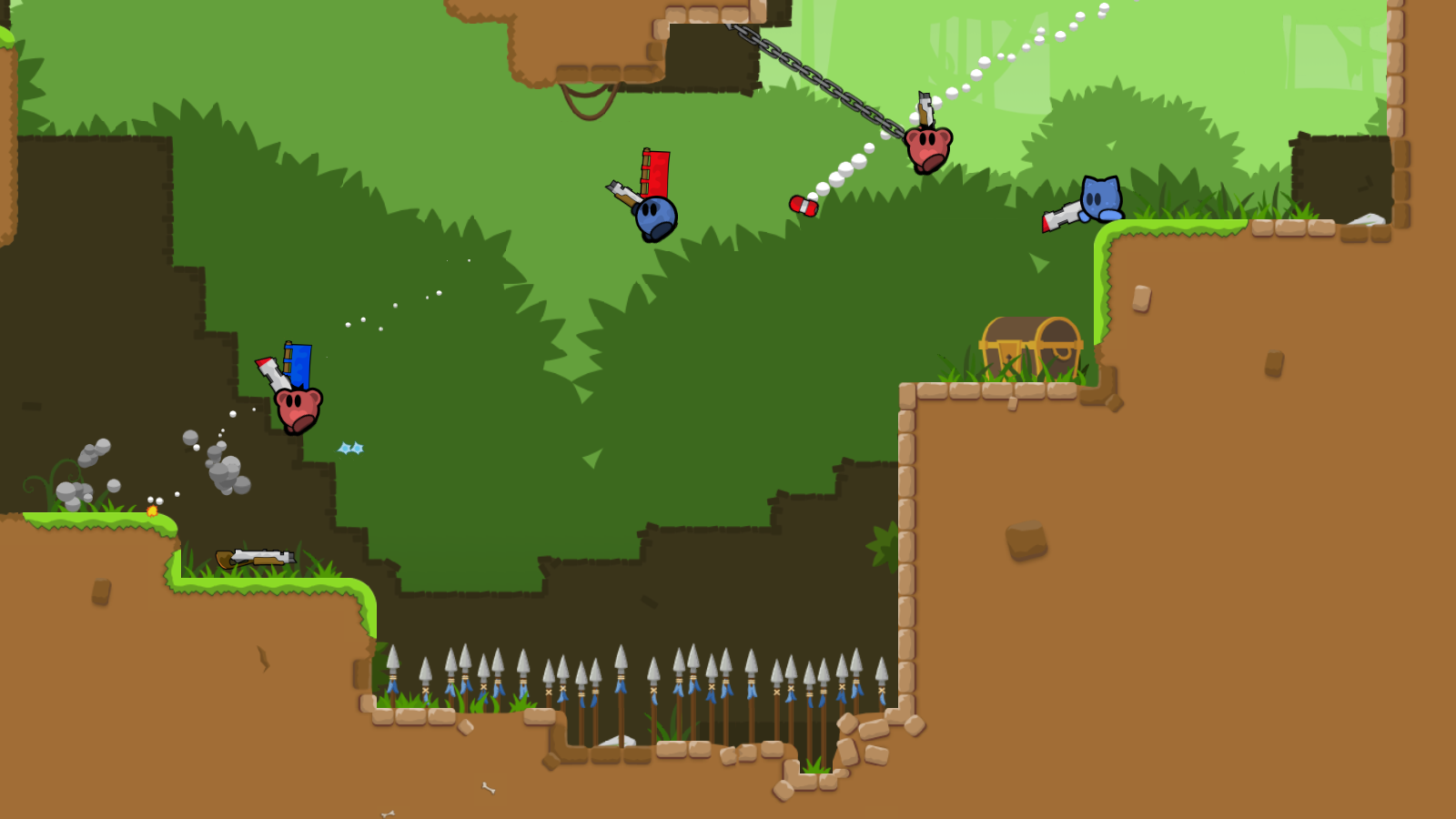
《Teeworlds》的遊戲截圖，遊戲中的模式為夺取旗帜。

Teeworlds官方模式包含DM（死亡竞赛）、TDM（团队死亡竞赛）、CTF（夺取旗帜）。一个非官方的模式是竞速模式，隐藏的旗帜使得只有别的团队能得分。第一个接触可见旗帜的团队获胜。

### 武器
Teeworlds使用FPS风格的各种游戏设置，包括键位和移动和武器以及物理引擎，初始配备木槌、飞索。地图上还有其他武器拾取。有些还有一柄日本刀（katana）。飞索和连跳让移动更具变性。激光枪提供了新的瞬杀模式（只被非官方的服务端支持）。

## 其他
- Liero
- Soldat
- 重要开源游戏列表